# João Miguel Barbosa Moreira
João Miguel Barbosa Moreira (sinh ngày 2 tháng 3 năm 1998) là một cầu thủ bóng đá người Bồ Đào Nha thi đấu cho S.C. Freamunde ở vị trí hậu vệ.